# Bahía de Málaga (vik i Colombia)
Bahía de Málaga är en vik i Colombia.   Den ligger i departementet Valle del Cauca, i den västra delen av landet, 400 km väster om huvudstaden Bogotá.